# Deposição (geologia)

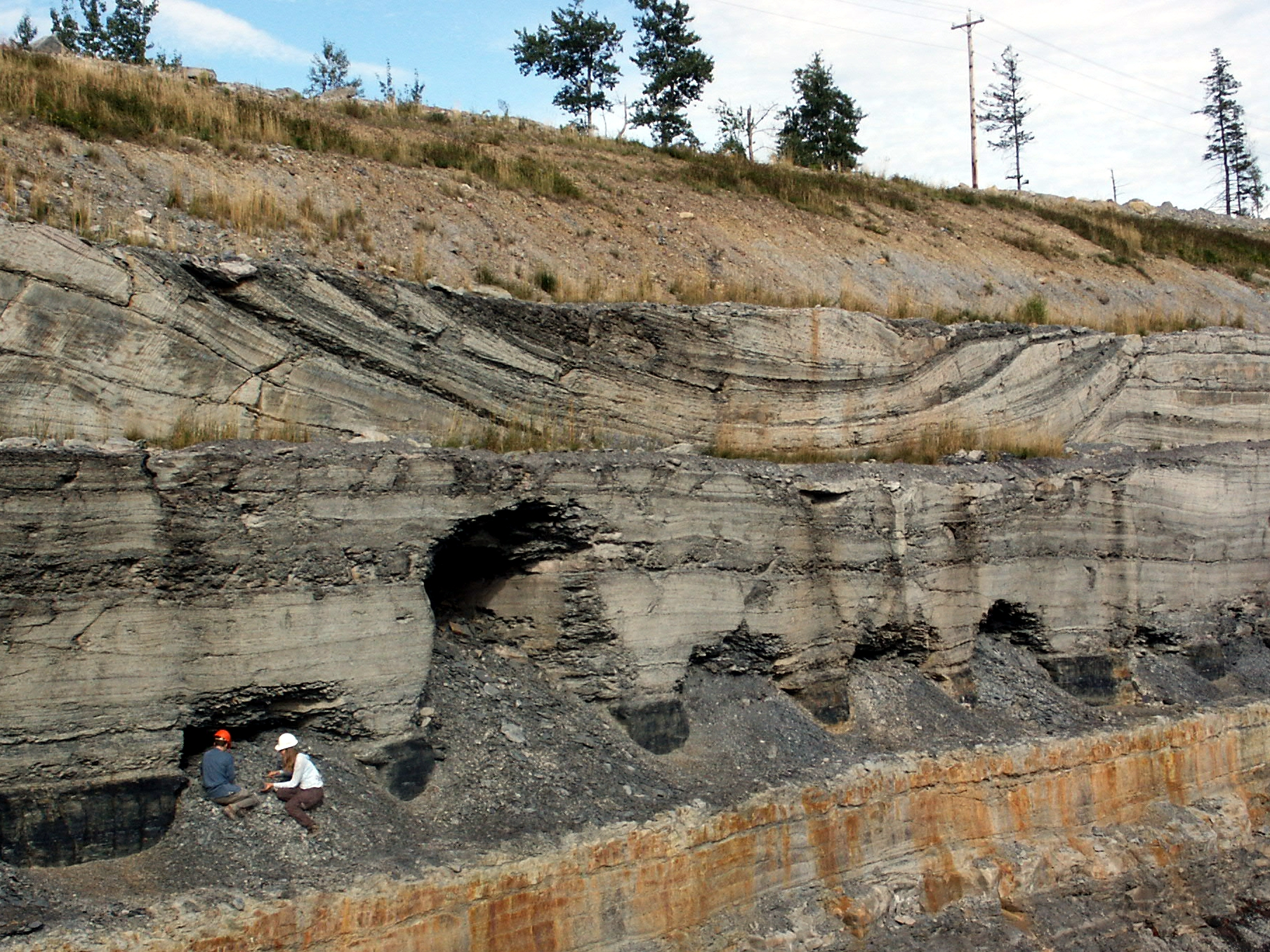
Deposição é o processo sedimentar que consiste na acumulação de matéria mineral ou orgânica, transportada pela água, vento ou gelo.
Processo chave na sedimentologia e também na formação de rochas sedimentares, o sedimento pode ser depositado em uma ampla variedade de ambientes, como rios, praias, deltas, lagos e bacias marinhas profundas.